# Jarrow
Jarrow is een stad in het bestuurlijke gebied South Tyneside, in het Engelse graafschap Tyne and Wear. De plaats telt 27.000 inwoners. Jarrow ligt aan de rivier de Tyne en vormt een industrie- en havenstad. In de 1e eeuw bevond zich er een Romeins fort, dat in de 5e eeuw opnieuw werd betrokken door Angelsaksen. Rond 750 werd de plaats voor het eerst in de annalen beschreven als Gyruum.
De monnik en geschiedschrijver Beda bracht het grootste deel van zijn leven door in de abdij van Jarrow en overleed er in 735. Jarrow is ook de geboorteplaats van de bekende Engelse zanger en componist John Miles (1949-2021).

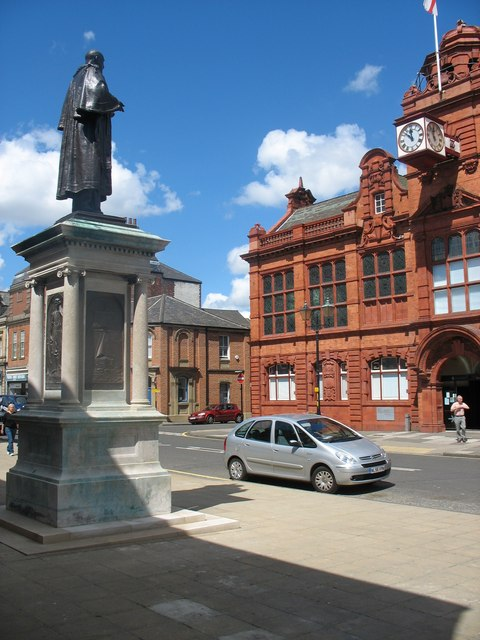
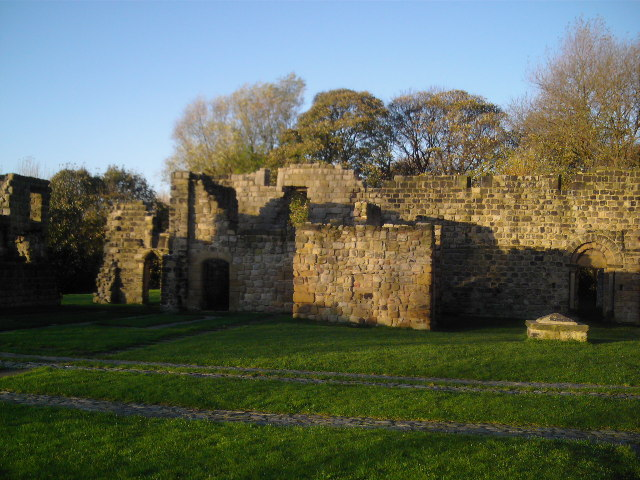
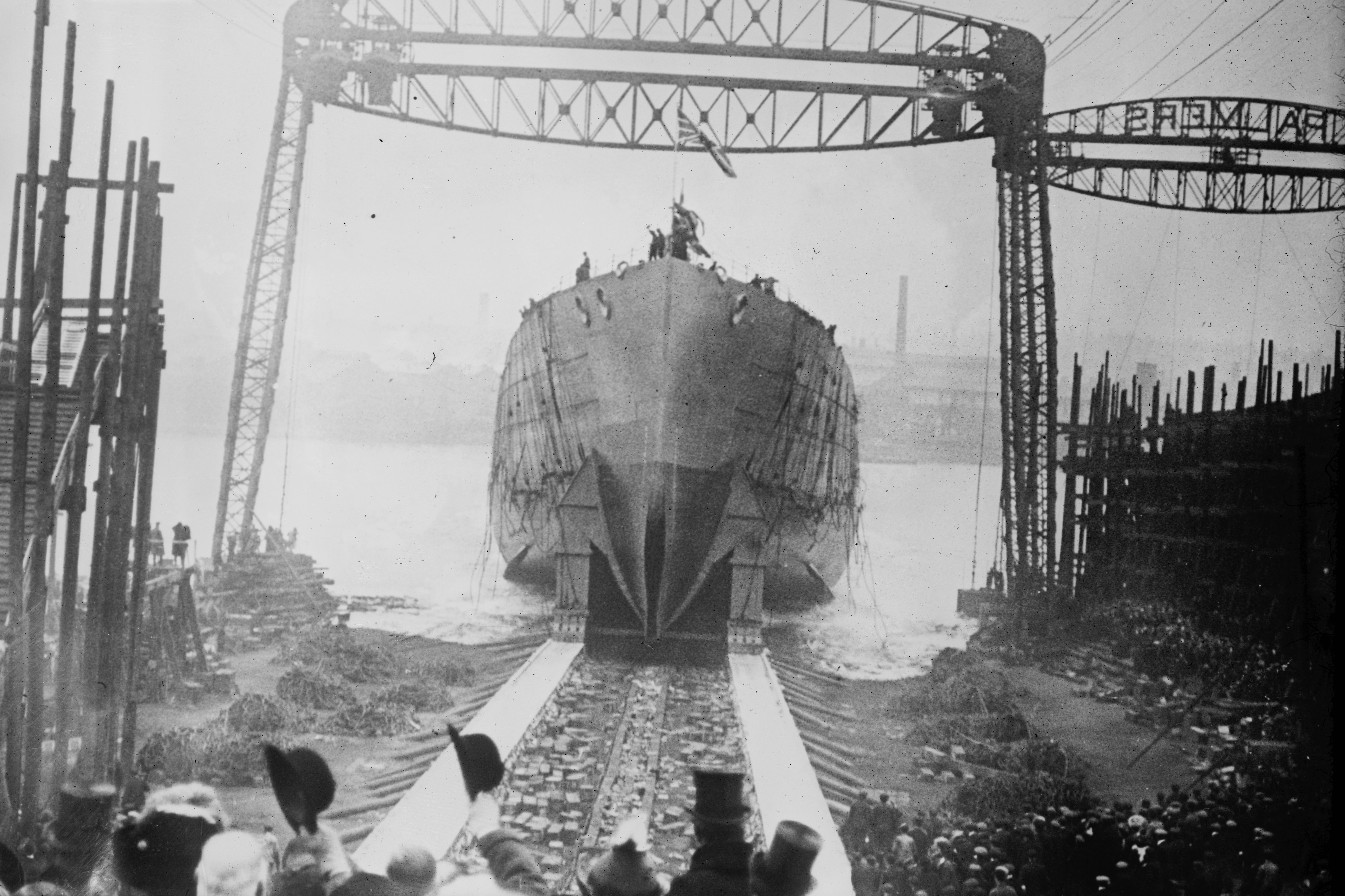
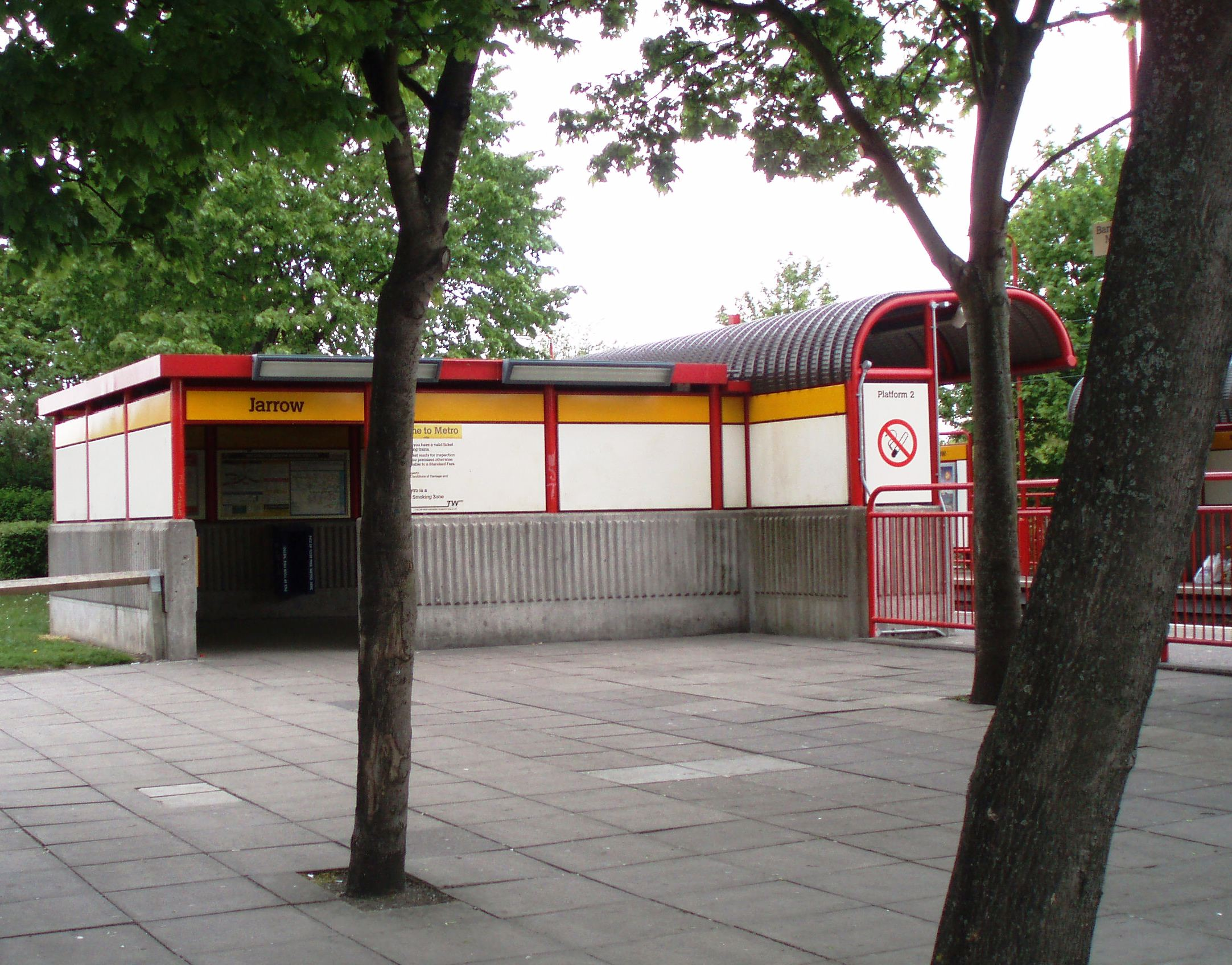
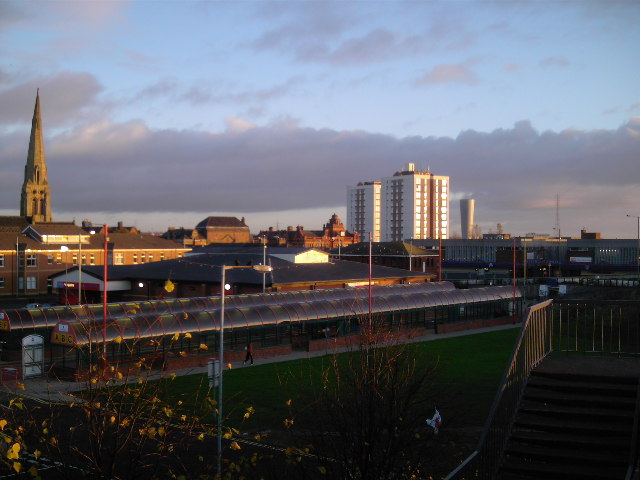
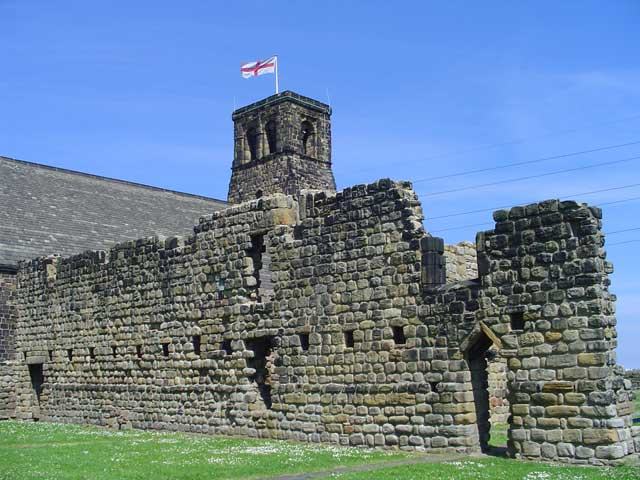